# Fetge de vaca
El fetge de vaca (Fistulina hepatica, del llatí fistula -tub- perquè fa referència als tubs de sota del capell que acullen l'himeni d'aquest bolet; i del grec modern hepatiké -relatiu al fetge- per la seua similitud amb un fetge) és un estrany i característic bolet de tardor molt corrent en alguns indrets i força rar en altres. És comestible. Es menja cru, tallat a flocs i afegit a les amanides. També es pot consumir tallat a llesques i ben fregit.

## Noms populars
També rep els següents noms: fetge de bou, llengua de vaca, llengua de bou, llengua de castanyer, orella de castanyer o sabatera.

## Morfologia
Té forma de llengua o de fetge (de vegades forma 2 o 3 lòbuls), d'un color roig viu o roig brunenc, talment "color de fetge", que pot fer un pam d'amplada i 3 o 4 cm de gruix. La part de sota és grogosa i porta tubets amb els porus grocs o rosats. Pot tindre un peu lateral molt curt o no tindre'n i aguantar-se directament del tronc on surt. La seua carn és fibrosa, de la qual regalima un suc vermell quan es talla, de gust una mica àcid i agradable.

## Hàbitat i distribució
Surt dels troncs de castanyers i de roures vells. Es troba principalment a la Gran Bretanya però també a la resta d'Europa, Amèrica del Nord i Austràlia. Viu en rouredes i castanyers (en eucaliptus a Austràlia) i es troba des d'agost fins a la fi de la tardor. En temps passats s'havia fet servir com substitut de la carn.